# Arsène Brivot
Arsène Brivot connu aussi sous le pseudonyme d’Arvot-Brisène, né le 16 février 1898 à Saint-Jean-de-Losne et mort le 31 décembre 1977 à Clermont-Ferrand, est un peintre, humoriste, graveur sur bois, illustrateur et aquafortiste français.

## Biographie
Élève de l'Atelier Lucien Simon, membre de la Société des artistes français et de la Société des dessinateurs humoristiques, où il expose régulièrement depuis 1920, on lui doit de nombreuses illustrations pour des ouvrages, d'entre autres, Paul Reboux, Colette, Francis de Miomandre, Émile Baumann, Paul et Victor Margueritte, Raymond Radiguet, Claude Farrère, Henry Bordeaux (Le lac noir) ou J.-H. Rosny aîné (L'amour d'abord, Les femmes des autres, Le cœur tendre et cruel).
Il participe comme dessinateur à de nombreux titres de presse tels Le Perchoir (1918), l Almanach Vermot (1919-1926, 1949-1950 et 1963), Le Pélican, Le Matin (1922), Le Canard enchaîné, Le Chat noir (1922-1923), Le Rire (1922-1931), L' Auto (1922-1935), L 'Intransigeant, Les Potins de Paris, Froufrou (1923), Excelsior Dimanche (1923-1924), Le Journal amusant (1923-1928), Le Pêle-mêle (1923-1929), La Presse (1923-1929 et 1945-1958), etc. En 1948 il devient le directeur du journal L'Humour, poste qu'il occupera jusqu'à sa mort.